# 최은희 여기자상
1983년 제정된 최은희여기자상은 근대 한국의 격동기에 민간 신문의 첫 여기자이자 항일운동가로 이름을 떨친 추계(秋溪) 최은희(崔恩喜) 여사의 정신을 기리자는 취지다. 작고 1년 전 적십자병원에 입원해 있던 추계는 후배 여기자들 뒷바라지에 써달라며 사재 5000만원을 조선일보사에 기탁해 줄 것을 가족과 친지들에게 당부했고, 이 돈이 최은희여기자상의 기금이 됐다.   최은희여기자상은 매년 5월 운영위원회를 개최해 시상을 위한 전반적인 개요를 결정한다. 7월 후보자 모집공고를 통해 후보자를 모아 8월 중 심사위원회를 열고 수상자를 선정, 9~10월 중 시상식을 개최한다. 최은희여기자상의 관리와 운영은 최은희여기자상 운영위원회(위원장: 김창기)가 맡아보고 있으며, 심사위원회는 윤호미 위원장(제5회 수상자)을 비롯해 심재철 고려대 명예교수, 김사승 숭실대 언론홍보학과 교수, 박성희 이화여대 커미케이션·미디어학부 교수, 손영준 국민대·미디어 광고학부 미디어전공 교수로 구성돼 있다. 상금은 전액 방일영문화재단에서 지원하고 있다. 최은희여기자상은 기자 경력 전반에 걸쳐 남다른 공적을 세운 여기자를 찾아 이를 대중에게 알리는 역할을 해오고 있다. 2023년까지 40년간 43명의 뛰어난 여기자가 수상의 영예를 안았다. 

## 역대 수상자
|             | 수상자                                         | |
| ----------- | ---------------------------------------------- | --- |
| 1회 1984년  | 신동식 서울신문 수도권부                       | 부동산 관계 기사와 의료보험, 사회보험 실시에 따른 심층 분석 기사 |
| 2회 1985년  | 장명수 문화부                                  | 여기자 칼럼 연재 |
| 3회 1986년  | 강용자 경향신문 논설위원                       | 1984년부터 1년동안 에세이 행복찾기 연재, 현대 가정이 안고 있는 여러 문제를 진단, 1986년 들어선 여기자 생활칼럼을 주3회 연재하여 보다 밝은 삶 기여 |
| 4회 1987년  | 박금옥 중앙일보 문화부 차장                    | 남녀차별문제, 여성인권옹호, 중산층 주부 문제 다수 다룸 |
| 5회 1988년  | 윤호미 조선일보 문화부장                       | 한국 최초의 해외 상주 특파원(프랑스 파리 주재)으로 3년간 뛰어난 활약을 하여 여자 기자의 해외 취재 가능성 보여줌 |
| 6회 1989년  | 전상수 부산일보 논설위원                       | 여권 신장 및 부산경남 지역 사회발전 크게 기여 |
| 6회 1989년  | 김운라 KBS 문화과학부장                        | 백화점 사기 세일 고발 |
| 7회 1990년  | 김영신 연합통신 생활부장                       | 여성 지위향상, 환경보전 등 각종 사회문제 심층취재보도 특히 1989년 8월 상수원 오염사태, 1990년 산성 눈 피해보도로 시민환경과 건강을 지키는 보도 |
| 8회 1991년  | 남승자 KBS 보도제작3부장                       | 1968년 KBS에 입사, 사회부, 라디오편집부, 경제부, 문화부등을 거쳐 현직에 이르기까지 23년간 다양한 취재 및 보도활동을 벌였으며 특히 문화부 발족시 우리 사회문제를 문화적 측면에서 예리하게 진단해 문화계의 나아가야할 방향을 제시한 공로 |
| 9회 1992년  | 이정희 연합통신 외신국장                       | 91년 발발한 걸프전을 비롯 소련쿠데타발생에서부터 구소련체제의 완전해체, 그에 따른 냉전구도의 청산과 신세계질서 확립 등이 한반도 정세에 미친 영향 등 국제적 사건들을 신속,정확하면서도 심층적으로 보도되도록 국내외기자 60여명을 총지휘감독하는 사령탑역을 맡아 활약 |
| 10회 1993년 | 김징자 문화일보 부국장 겸 생활문화부장         | |
| 11회 1994년 | 이진숙 문화방송 국제부                         | 1991년 1월 미국-이라크 걸프전 당시 현지에서 전황 보도, 1993년 7월 소말리아 평화유지군 심층취재보도 등 |
| 12회 1995년 | 임영숙 서울신문 문화부장                       | |
| 12회 1995년 | 박성희 한국경제신문 문화부장                   | |
| 13회 1996년 | 최성자 한국일보 생활부장                       | |
| 14회 1997년 | 김혜원 코리아헤럴드 정치부장                   | 외교,안보 전문기자로 활약하며 남북한 및 국제관계 보도에 탁월한 능력을 발휘 |
| 15회 1998년 | 이희정 한국일보 사회부                         | 캄보디아에서 한국인 일본군 위안부 최초 인터뷰 |
| 16회 1999년 | 류현순 KBS 보도제작국 부주간                   | <시사포커스> 팀장으로서 `軍사고 문제' 등 민감한 시사문제를 신속하고 깊이 있게 취재,제작해 폭넓은 사회적 공감대를 형성하는 등 탁월한 뉴스제작 역량 |
| 17회 2000년 | 전경옥 매일신문 문화부장                       | |
| 18회 2001년 | 조수진 국민일보 사회부                         | 사회에서 소홀하게 다뤘던 해외입양인 문제를 지속적으로 집중 취재, 대안을 제시하고 이들에 대한 사회적 편견을 바로잡는데 크게 기여 |
| 19회 2002년 | 박미현 강원도민일보 문화부장                   | 일제 강점기 중국 옌볜에서 한글 문학을 수호하다가 요절한 심연수(沈連洙) 시인을 발굴 보도해 그의 문학사적 위상을 정립하는 데 크게 기여 |
| 19회 2002년 | 강승아 부산일보 문화부 기자                    | 성매매 청소년, 학교 중퇴 청소년,노인, 장애인 등의 실태와 문제점을 짚어내는 기획기사를 지속적으로 보도해 소외계층에 대한 사회적 인식을 바꾸는 데 이바지 |
| 20회 2003년 | 임도경 중앙일보 뉴스위크 편집장                | '최규선 게이트' 등의 특종 보도를 통해 권력의 부패에 대한 사회적 경각심을 높였고 탐사 보도의 전범 |
| 21회 2004년 | 강인선 조선일보 워싱턴특파원                   | 이라크전쟁 중 바그다드로 진입하는 미군을 따라가며 종군기를 연재 |
| 22회 2005년 | 이연섭 경기일보 문화부장                       | 국토문화의 정체성 찾기 일환으로 2004년 연재한 특집기획 '한반도의 보고 한탄강'을 통해 분단의 아픔과 역사 등을 총체적으로 다뤄 새로운 가치를 발견하고 자료를 집대성하는 결과 |
| 23회 2006년 | 김순덕 동아일보 논설위원                       | 예리한 통찰력으로 시대의 현안들을 명쾌하게 분석하고 지향할 바를 제시해 주는 빼어난 평론 |
| 24회 2007년 | 이미숙 문화일보 정치부 차장                    | 북한 핵실험과 6자 회담, 국내외 외교안보전문가 심층 인터뷰 등 한반도 주변 정세와 외교안보 분야에 대한 전문성을 가지고 이를 적극 보도 |
| 25회 2008년 | 박선이 조선일보 여성전문기자                   | 여성전문기자로 한국 사회 곳곳에서 나타나는 성 차별 현상을 예민하게 짚어냈을 뿐 아니라 우리 사회의 발전적 전망을 제안해왔으며, 문화예술 전반에서 여성의 목소리와 시각을 발굴하고 등장시키는 데 앞장서온 공적 |
| 26회 2009년 | 유경화 경향신문 편집국 문화1부장               | 20여년간 문화부 공연전문기자로 근무하면서 문화 예술 발전과 공연예술 대중화를 위해 기여한 공적을 인정 |
| 27회 2010년 | 이은정 KBS 보도본부 과학전문기자               | 남극 탐사보도는 혹독한 환경에서 어려움을 극복하고 일궈낸 성과물이고 세종기지에 이어 제2 남극기지 후보지를 정하는 역사적 의미가 있는 취재 |
| 28회 2011년 | 최현수 국민일보 군사전문기자                   | 국내 유일의 여성 군사전문기자인 최 기자는 천안함 폭침 사건 때 한글이 새겨진 어뢰 추진체를 발견했다는 특종기사를 단독보도해 군사전문기자로서의 능력을 발휘 |
| 29회 2012년 | 정성희 동아일보 논설위원                       | 여성, 환경, 교육, 복지분야 의제를 발굴하고 선도적으로 이슈화 |
| 30회 2013년 | 양성희 중앙일보 논설위원                       | 굵직한 필치로 특정세력이나 이념을 초월해 선호나 두려움 없이 우리 사회의 여러 문제를 정직하게 평가하며 그 해결책을 제시 |
| 31회 2014년 | 김은주 연합뉴스 콘텐츠평가실장                 | 논설위원으로 재직당시 ‘연합시론’에서 깊이 있고 균형 잡힌 시각으로 논제를 발굴하고 우리 사회의 여론 형성에 기여 |
| 32회 2015년 | 강경희 조선일보 사회정책부장                   | 1991년 조선일보에 수습 공채로 입사한 이후 문화부, 경제부, 산업부, 프랑스 특파원을 거쳐 현재 사회정책부장으로 재직 중이며 기명 칼럼을 통해 탁월한 분석과 친근한 필치로 주목받았다. |
| 33회 2016년 | 박진현 광주일보 편집국 부국장 겸 문화 선임기자 | 1987년 광주일보 수습공채로 입사, 광주·전남 최초의 문화 선임기자로 지난 2006년부터 지금까지 광주·전남 문화 이슈를 다룬 칼럼 ‘박진현의 문화카페’를 연재하면서 지역의 대표적인 문화 예술기관들과 문화행정에 대한 생산적인 비판과 대안을 제시한 ‘도시재생, 문화가 해법이다’, ‘선진미술관에서 배운다’, ‘아트센터, 도시의 브랜드가 되다’ 등 기획시리즈를 연재해 호평을 받았다. |
| 34회 2017년 | 양영은 KBS 앵커                                | KBS 아침 뉴스 메인 앵커를 거쳐 국제 시사 프로그램 <특파원 보고 세계는 지금> 진행, TV 국제 뉴스 보도의 전문성을 확대하는 데 기여, 인터넷 프로그램 <양영은의 인터뷰 선물> 등 디지털 동영상 기사를 다각화 |
| 35회 2018년 | 윤여진 부산일보 기자                           | 지역 문화를 오랜 시간에 걸쳐 발굴해 왔고, 6·25 피란지 임시 수도였던 부산의 문화적 자산을 소개하는 '1000일의 기억-전쟁에서 꽃 핀 문화' 시리즈로 큰 반향 |
| 36회 2019년 | 홍혜영 TV조선 기자                             | 드루킹 댓글 조작 연루 의혹을 파헤쳐 국민의 알 권리를 지켰고 권력에 대한 감시 역할을 충실히 수행 |
| 37회 2020년 | 이혜미 한국일보 기자                           | 서울 도심의 주거 취약 지역인 쪽방촌의 실소유주 등기부등본을 전수 조사하여 최저 빈곤층의 비참한 삶 이면에 착취적 임대 행위와 빈곤 비즈니스 생태계가 존재하고 있음을 드러낸 탐사 보도 '지옥고 아래 쪽방'으로 실질적인 정책 변화를 이끌며 큰 반향을 일으켰다. |

## 최은희 대학신문 여기자상
|              | 수상자                           |
| ------------ | -------------------------------- |
| 제1회 2005년 | 이혜진 경희대 학보사 전 편집장   |
| 제1회 2005년 | 권경아 건양대 학보사 전 편집국장 |

## 같이 보기
- 이달의 기자상
- 이달의 방송기자상
- 한국기자상
- 한국방송기자대상